# Ruth Landshoff
Ruth Landshoff (auch Ruth Landshoff-Yorck; * 7. Januar 1904 in Berlin-Schöneberg als Ruth Levy; † 19. Januar 1966 in New York) war eine deutsch-amerikanische Schauspielerin und Schriftstellerin.
Landshoff erlangte in den 1920er Jahren eine hohe Bekanntheit in der Weimarer Republik. Aufgrund ihrer regen Teilnahme am kulturellen Leben und ihrer weitreichenden Beziehungen zu berühmten Persönlichkeiten der damaligen Zeit wurde Landshoff mehrmals als eines der ersten It-Girls der Geschichte bezeichnet.

## Leben
Ruth Landshoff entstammte dem jüdischen Bürgertum; sie war die Tochter des Ingenieurs Edmund Levy und der Opernsängerin Else Landshoff-Levy und die Nichte des Verlegers Samuel Fischer. Ihr Cousin ist der spätere Exil-Verleger Fritz Landshoff. Geboren wurde sie in der elterlichen Wohnung in der Würzburger Straße 1 in Schöneberg (heute Würzburger Straße 2–4, zum Bezirk Charlottenburg-Wilmersdorf gehörig) und wuchs mit zwei Brüdern in Berlin-Karlshorst auf. Früh wurde sie von Oskar Kokoschka porträtiert. Sie besuchte die Schauspielschule, spielte die zweite weibliche Hauptrolle in Murnaus Nosferatu, eine Symphonie des Grauens von 1922 und trat am Theater (unter anderem im Ensemble Max Reinhardts) auf. 
Aufmerksamkeit erlangte Landshoff nicht zuletzt aufgrund ihrer erotischen Eskapaden und offen zur Schau gestellten Unangepasstheit. So führte sie den „Typ des jungenhaften Mädchens“ ein, den Harry Graf Kessler 1926 in seinem Tagebuch so beschrieb: „Fräulein Landshoff im Smoking sehr hübsch, wie ein Junge aussehend, was sie noch durch eine Hornbrille unterstrich und aufgeschminkte Andeutung schwarzen Bartflaums.“
Untrennbar verbunden ist Landshoff mit dem Romanischen Café, dem Intellektuellen-Treffpunkt der Weimarer Zeit. In seiner Geschichte des Cafés fasst Georg Zivier ihren Einfluss kolportagehaft zusammen:

„Ruth, ein Kind solider Berlin-W[ilmersdorf]-Bürger, kam, knapp sechszehnjährig, in die ‚Kaffeehäuser und Salons, die die Welt bedeuten‘. Das schöne Mädchen [...] war alles andere als eine ‚Buhlerin‘ und hat bewiesen, daß sie mehr zu bieten hatte als exemplarisch schöne Augen und eine Haut wie Alabaster, mehr als nur den erregenden ‚Mähnenwurf‘ ihres schwarzen halblangen Haares und den Reiz ihrer sportlichen Gliedmaßen. Aber damals, in der Zeit der Hochblüte des ‚Romanischen‘, hatte sie es schwer, der geistig interessierte Mensch und der nette Kerl zu bleiben, der sie war; denn sie schien in Idealform alles zu verkörpern, was die Liebessehnsucht sich damals erträumte. Ruth Landshoff wurde gemalt, umworben, geliebt und verhätschelt. Tauchte sie auf, wurden die klügsten Männer dumm, die Redseligen schweigsam, und die Schwerzüngigen wurden beredt. Psychosen und Selbstmordversuche Abgewiesener säumten den Weg des schönen Mädchens; erfreulicherweise keine kompletten Suizide.“

1924 lernte sie den Schriftsteller Karl Gustav Vollmoeller kennen, mit dem sie bis 1930 eine Liaison verband. Zeitgenossen des Paares berichten, dass Landshoff in regelmäßigen Abständen junge Frauen auswählte, um sie Vollmoeller vorzustellen. Zweck hiervon war offensichtlich nicht nur Talentscouting für den Film- und Theaterbetrieb, sondern auch Sex. Zumindest beschrieb Graf Kessler Vollmoellers Wohnung als den „Harem am Pariser Platz“, in dem regelmäßig Sexorgien – auch unter Mitwirkung der offen bisexuell lebenden Landshoff – stattgefunden haben sollen. Laut dem Historiker Harald Jähner kann nicht ausgeschlossen werden, dass Landshoff und Vollmoeller ihre prominente Position im Kulturbetrieb in ähnlicher Weise ausnutzten wie Harvey Weinstein. Vollmoeller machte Ruth Landshoff 1948 testamentarisch zu seiner literarischen Nachlassverwalterin. Ein amouröses Verhältnis hatte sie auch zu Francesco von Mendelssohn. Befreundet war sie mit u. a. Doris von Schönthan, Marianne Breslauer, Annemarie Schwarzenbach und Mopsa Sternheim.
Dem jungen und talentierten Künstler Umbo (Otto Umbehr) verhalf Paul Citroen zu einer Karriere als Fotograf, indem er ihm Landshoff vorstellte, die gerne bereit war ihm Modell zu stehen. Die ganz unterschiedlichen experimentellen Porträts, die er von dem It-Girl schuf, machten ihn schnell bekannt, auch unter Redakteuren. Er wurde zu einem der stilbildenden Bildjournalisten (Dephot) der Weimarer Republik und gilt als wichtiger Vertreter des Neuen Sehens. Seine Frauenportraits wurden ein Vorbild der „Neuen Frau“. Eines der eindrücklichsten Fotografien, die Umbo von Landshoff zwischen 1926 und 1928 aufnahm, ist eine frontale Nahaufnahme ihres Gesichts mit einer Augenmaske.
Ab 1927 begann Landshoff für den Ullstein Verlag zu arbeiten. Ihre Veröffentlichungen in Zeitschriften wie Die Dame, Querschnitt oder Tempo beschäftigten sich besonders mit Lifestyle und dem zur damaligen Zeit gerade aufkommenden Automobil. Ihr erster Roman Die Vielen und der Eine kam 1930 bei Rowohlt heraus. Ihr zweiter Roman Roman einer Tänzerin durfte in Deutschland bereits nicht mehr erscheinen. Im Jahre 1930 heiratete sie David Yorck von Wartenburg. 1933 emigrierte sie nach Frankreich, dann nach England, in die Schweiz und 1937 in die USA. In diesem Jahr wurde auch die Ehe mit Yorck geschieden. Nach dem Zweiten Weltkrieg kam sie zu Vortragsreisen nach Deutschland und kritisierte die Haltung der Deutschen zur NS-Vergangenheit.
Bis zu ihrem überraschenden Tod im Januar 1966 lebte sie als Publizistin, Übersetzerin und Theaterautorin in New York. Der Nachlass befindet sich in der Boston University. Seit 2001 erscheint ihr Werk wieder im AvivA Verlag Berlin.

## Werke
- Das Wehrhafte Mädchen. Gedichte (Privatdruck) 1929.
- Die Vielen und der Eine. Roman. Ernst Rowohlt, Berlin 1930. 240 S. 
  - Neuausgabe: Aviva, Berlin 2001. ISBN 3-932338-14-6.
- Anonymus (Ruth York, D. S. Jennings, D. Malcolmson): The man who killed Hitler. Laurie, London 1939.
  - US-Ausgabe: G. P. Putnam, Hollywood 1939. 96 S.
  - Französische Ausgabe: L’Homme qui a tué Hitler. Les Editions de France, Paris 1939. 112 S.
  - auszugsweise Übersetzung mit Kommentar in: Ruth Landshoff-Yorck, Karl Otten, Philipp Keller und andere. Literatur zwischen Wilhelminismus und Nachkriegszeit. (Hrsg.) Gregor Ackermann, Walter Fähnders, Werner Jung. Weisler, Berlin 2003. (zugleich: JUNI, Heft 35/36) ISBN 3-89693-235-7; ISSN 0931-2854.
- Sixty to go. Roman. 2. Auflage. Messner, New York, N.Y. 1944. 215 S. 
  - Deutsche Erstausgabe: Sixty to Go. Roman vom Widerstand an der Riviera. Herausgegeben, übersetzt und mit einem Nachwort von Doris Hermanns. AvivA, Berlin 2014, 256 S. ISBN 978-3-932338-63-2.
- Lili Marlene, an intimate diary. Roman. 2. Auflage. The Readers Press, New York, N.Y. 1945.
- So cold the night. Roman. Harper, New York, N.Y. 1948.
- Das Ungeheuer Zärtlichkeit. Sammlung von Erzählungen. Frankfurter Verlags-Anstalt, Frankfurt 1952.
- Klatsch, Ruhm und kleine Feuer. Biographische Impressionen. Kiepenheuer & Witsch, Köln/Berlin 1963.
- Das Mädchen mit wenig PS. Feuilletons aus den zwanziger Jahren. Hrsg. und mit einem Nachwort von Walter Fähnders. AvivA Verlag, Berlin 2015; ISBN 978-3-932338-81-6.

### Werke aus dem Nachlass
- Roman einer Tänzerin. Erstausgabe (ca. 1933) aus dem Nachlass (Hrsg.) Walter Fähnders. Aviva, Berlin 2002, 2. überarb. Aufl. 2005, ISBN 3-932338-15-4.
- Sammlung mit Texten von und über Ruth Landshoff in: Ruth Landshoff-Yorck, Karl Otten, Philipp Keller und andere. Literatur zwischen Wilhelminismus und Nachkriegszeit. (Hrsg.) Gregor Ackermann, Walter Fähnders, Werner Jung. Weidler, Berlin 2003 (zugleich: JUNI, Heft 35/36, Jg. 2002) ISBN 3-89693-235-7; ISSN 0931-2854.
- Die Schatzsucher von Venedig. Roman (ca. 1932). Erstausgabe aus dem Nachlass (Hrsg.) Walter Fähnders. Aviva, Berlin 2004, ISBN 3-932338-15-4; Neuausgabe 2013: ISBN 978-3-932338-56-4.
- In den Tiefen der Hölle. Roman. (ca. 1960). Erstausgabe aus dem Nachlass (Hrsg.) Walter Fähnders. Aviva, Berlin 2010, ISBN 978-3-932338-44-1.

## Filmografie
- Nosferatu – Eine Symphonie des Grauens (1922)[14]
  - Die zwölfte Stunde – Eine Nacht des Grauens (1930; eine nachsynchronisierte Tonfilm-Bearbeitung von Nosferatu)[15]

## Theater
- Maud Panhorst in Carl Sternheims Lustspiel Die Schule von Uznach (Theater in der Josefstadt, Wien, November 1927)[16]